# دراگیسا لاورنت
دراگیسا لاورنت (فرانسوی: Draghixa Laurent‎؛ زاده ۳ ژوئن ۱۹۷۳) یک بازیگر پورنوگرافی اهل فرانسه است.